# Goatsnake
Goatsnake je americká stoner/doommetalová kapela založená roku 1996 v kalifornském městě Los Angeles baskytaristou Guyem Pinhasem, kytaristou Gregem Andersonem a bubeníkem Gregem Rogersem. Záhy se k nim přidal zpěvák Pete Stahl.
Debutové studiové album s názvem Goatsnake Vol. I vyšlo roku 1999.

## Diskografie
Dema
- Goatsnake (2023)

Studiová alba
- Goatsnake Vol. I (1999)
- Flower of Disease (2000)
- Black Age Blues (2015)

EP
- IV (1998)
- Man of Light (1998)
- Dog Days (2000)
- Trampled Under Hoof (2004)
- Breakfast with the King b/w Deathwish (2020)

Kompilační alba
- 1 & Dog Days (2004)

Split nahrávky
- Goatsnake / Burning Witch (2000) – split CD společně s americkou kapelou Burning Witch